# Comitatul Heves
Comitatul Heves, cunoscut și ca Varmeghia Heves (în maghiară Heves vármegye, în germană Komitat Hewesch, în latină Comitatus Hevesiensis), a fost o unitate administrativă a Regatului Ungariei și a Republicii Ungare din secolul XIII și până în 1950. În prezent, majoritatea teritoriului fostului comitat face parte din județul Heves (aflat în centrul nordic al Ungariei). Capitala comitatului a fost orașul Eger (în germană Erlau).

## Geografie
Comitatul Heves se învecina la vest cu Comitatul Nógrád, la nord cu comitatele Gömör-Kishont și Borsod, la est cu Comitatul Hajdú, la sud cu Comitatul Jász-Nagykun-Szolnok și la sud-vest cu Comitatul Pest-Pilis-Solt-Kiskun. Teritoriul său se întindea de la Munții Mátra și Bükk până peste râul Tisa (Tisza). Suprafața comitatului în 1910 era de 3.761 km², incluzând suprafețele de apă. În 1948, suprafața sa ajunsese la 3.864 km².

## Istorie
Comitatul Heves este unul dintre cele mai vechi comitate din Regatul Ungariei, el fiind format încă din secolul XIII. Granițele comitatului au fost rectificate de-a lungul vremii. El a fost stăpânit de Imperiul Otoman între anii 1596-1687.
În anul 1950, după cel de-al doilea război mondial, teritoriul comitatului a fost modificat: regiunea din jurul orașului Pásztó se află actualmente în județul Nógrád, teritoriul de pe malul stâng al Tisei (Tiszafüred) este azi în județul Jász-Nagykun-Szolnok și teritoriul de la nord de Eger a trecut la județul Borsod-Abaúj-Zemplén. Astfel, comitatul Heves a fost desființat și majoritatea teritoriului său a format județul Heves din cadrul noului stat Ungaria.

## Demografie
În 1910, populația comitatului era de 279.700 locuitori, dintre care: 
- Maghiari -- 277.378 (99,16%)
- Slovaci -- 972 (0,34%)
- Germani -- 800 (0,28%)

În 1941, populația comitatului era de 325.422 locuitori.

## Subdiviziuni
La începutul secolului 20, subdiviziunile comitatului Heves erau următoarele:
| Districte (járás)                          | Districte (járás) |
| District                                   | Capitală          |
| ------------------------------------------ | ----------------- |
| Eger                                       | Eger              |
| Gyöngyös                                   | Gyöngyös          |
| Hatvan                                     | Hatvan            |
| Heves                                      | Heves             |
| Pétervására                                | Pétervására       |
| Tiszafüred                                 | Tiszafüred        |
| Districte urbane (rendezett tanácsú város) |                   |
| Eger                                       |                   |
| Gyöngyös                                   |                   |